# Ernesto Giammarco
Ernesto Giammarco (Introdacqua, 20 gennaio 1916 – 29 novembre 1987) è stato un linguista e glottologo italiano.

## Biografia
Frequentò il ginnasio di Antrodoco e di Frascati. Dopo aver conseguito la maturità classica nel Liceo "Ovidio" di Sulmona, si iscrisse alla Facoltà di Lettere e Filosofia dell'Università di Roma. Nel 1940 allo scoppio della seconda guerra mondiale fu inviato al fronte in Africa settentrionale con i gradi di capitano. Due anni dopo fu fatto prigioniero dagli inglesi a Tobruch (Libia), e deportato in India dove trascorse alcuni anni di prigionia. Tornò in Italia nel 1946 e riprese gli studi universitari laureandosi infine nel '48.
Divenne professore di Lettere negli Istituti superiori a Chieti insegnando nel Liceo Classico "G.B. Vico" e nell'Istituto Magistrale "Isabella Gonzaga del Vasto". Nel 1950 e nel '52 l'editore Gastaldi pubblicò le sue raccolte di versi: Primizie e Canti nuovi. A metà degli anni '50, Ernesto Giammarco entrò in contatto con la scuola glottologica e dialettologica fondata a Pisa da Clemente Merlo. Iniziò così la sua attività scientifica nell'ambito della linguistica e della dialettologia abruzzese. Giammarco girò sistematicamente tutti i paesi d'Abruzzo raccogliendo tantissimi termini ed espressioni dialettali. Suo scopo fu di preservare il patrimonio linguistico abruzzese. Presentò i risultati delle sue indagini Dialetti d'Abruzzo al VII Congresso Nazionale delle Tradizioni popolari. Nel 1958 pubblicò le due edizioni del Manuale ortografico dei dialetti abruzzesi. Inoltre Giammarco curò altri aspetti della cultura abruzzese pubblicando una Antologia dei poeti dialettali abruzzesi dal '300 ai nostri giorni, e una raccolta di Novelle sacre, in collaborazione con Donatangelo Lupinetti.
Nel 1960, Giammarco si trasferì a Pescara e pubblicò la Grammatica delle parlate d'Abruzzo e Molise, e l'anno seguente ottenne la libera docenza in Dialettologia insegnando all'Università dell'Aquila e all'Università "G. d'Annunzio" di Chieti. Nel 1963 fu capo-redattore, insieme con Valerio Cianfarani della nuova rivista Abruzzo, diretta da Ettore Paratore, e, successivamente fu tra i Soci fondatori dell'Istituto di Studi Abruzzesi (ISA), di cui divenne vicepresidente.
Carlo Battisti, Presidente del Comitato per l'Atlante Linguistico Mediterraneo (ALM), gli chiese di svolgere il primo progetto di ricerca sulla terminologia marinaresca della costa adriatica. Giammarco creò così la monografia Lessico marinaresco abruzzese e molisano, che fu pubblicata nel Bollettino dell'ALM e nei Quaderni dell'Archivio Linguistico Veneto. Nel 1964, come dialettologo abruzzese, partecipò al Convegno per la preparazione della Carta dei Dialetti Italiani, e nel marzo 1967 organizzò il I Convegno Nazionale della Cultura Abruzzese, cui parteciparono studiosi italiani e stranieri. Tra il '68 e '69 furono pubblicati i due volumi del Dizionario Abruzzese e Molisano (DAM), un'opera monumentale di 2500 pagine. Nel 1969 uscì anche la Storia della cultura e della letteratura abruzzese.
Ernesto Giammarco fu membro di vari sodalizi scientifici: la Fondazione "L. Valla2, la Società Italiana di Glottologia, il Sodalizio Glottologico milanese, il Comitato per le Scienze Onomastiche del C.N.R., il Centro Studi per la Dialettologia Italiana.
Nel 1976 e nel '79 uscirono gli ultimi due volumi che completarono il DAM.
Generò la prospettiva che l'Abruzzo fosse cerniera non solo tra Nord e Sud, ma anche tra Est e Ovest; nel 1977 organizzò il I Convegno Internazionale della Cultura Interadriatica, organizzato dall'ISA in collaborazione con l'Università “G. D'Annunzio” e l'Università di Spalato. Nel 1979 conseguì la cattedra di Dialettologia nel concorso universitario nazionale e si trasferì presso l'Università degli Studi di Bari. Nel 1983 tornò a Pescara per dirigere la cattedra di Glottologia della Facoltà di Lingue e letterature straniere.
Giammarco morì la sera del 29 novembre 1987.

## Opere
- Primizie, Milano-Roma, Editore Gastaldi, 1950;
- Canti Nuovi, Milano-Roma, Editore Gastaldi, 1952;
- Dialetti d'Abruzzo, in Atti del VII Congresso Nazionale delle Tradizioni Popolari (Chieti, 4-8 settembre 1957), Firenze, Leo Olschki Editore, 1958
- Antologia dei poeti dialettali abruzzesi dal '300 ai nostri giorni, Pescara, Attraverso l'Abruzzo, 1958
- Manuale ortografico dei dialetti abruzzesi, Pescara, Attraverso l'Abruzzo, 1958
- Novelle sacre, Pescara, Attraverso l'Abruzzo, 1958
- Grammatica dei dialetti abruzzesi, Pescara, Attraverso l'Abruzzo, 1958
- Grammatica delle parlate d'Abruzzo e Molise, Pescara, Istituto Artigianelli Abruzzesi, 1960
- Profilo storico del volgare letterario abruzzese, Pescara, Istituto Artigianelli Abruzzesi, 1960
- Lessico dei termini geografici dialettali dell'Abruzzo e del Molise, Roma, La Rotografica Romana, 1960
- Epicentro di diffusione dell'appellativo "penta", in Atti del VII Convegno Internazionale di Scienze Onomastiche e Toponomastiche, Firenze, 1962
- Le carelle, le girelle, il mulino, i tavetti. Quattro generi inediti di canti popolari abruzzesi, pubblicazione dell'A.S.T.R.A., Pescara, Tipografia Istituto Artigianelli Abruzzesi, 1962
- Appunti su nomi prelatini della flora indigena delle Valli Dolomitiche, in "Archivio per l'Alto Adige", vol. LVII, 1963
- Il vernacolo abruzzese nella narrativa e nella drammaturgia dannunziana, in "Abruzzo", rivista dell'Istituto di Studi Abruzzesi, a. I n. 3, 1963
- Lessico marinaresco abruzzese e molisano, studio presentato nel 1962 al I Congresso dell'Atlante Linguistico Mediterraneo e pubblicato nella collana "Quaderni dell'Archivio Linguistico Veneto", Venezia, 1964
- Terminologia marinaresca abruzzese, in "Bollettino dell'Atlante Linguistico Mediterraneo", edito a cura della Fondazione "G. Cini", Venezia, nn. 5-6, 1963-1964
- Situazione linguistica dell'Abruzzo e del Molise, in Atti del Convegno per la preparazione della Carta dei Dialetti Italiani (Messina, 16-17 maggio 1964), Messina, Samperi, 1965
- Stornelli, incanate, girelle, in "Tuttitalia", n. 223, Firenze, 1965
- La parabola del figliol prodigo in 110 parlate abruzzesi e molisane, tre versioni in albanese, due in slavo (registrazione e trascrizione fonetica), Roma, Discoteca di Stato, 1966
- Isoglosse umbre e abruzzesi con particolare riguardo al cicolano, in Atti del V Convegno di Studi Umbri, Perugia, 1967
- Il gergo dei muratori di Nereto, in "Bollettino della Carta dei Dialetti Italiani", n. 3, Taranto, Editrice Jonica, 1968
- Il nome del calabrone nelle Tre Venezie, in "Archivio per l'Alto Adige", 1968 e in Studi in onore di Carmelina Maselli, Università di Catania, Facoltà di Lettere e Filosofia, 1968
- Dizionario Abruzzese e Molisano (DAM), vol. I (A-E), Roma, Edizioni dell'Ateneo, 1968
- Dizionario Abruzzese e Molisano (DAM), vol. II (F-M), Roma, Edizioni dell'Ateneo, 1969
- Storia della cultura e della letteratura abruzzese, Roma Edizioni dell'Ateneo, 1969
- Note abruzzesi, in "Archivio Glottologico Italiano" in onore di Benvenuto Terracini, vol. LV, nn. 1-2, Firenze, Le Monnier, 1970
- Terminologia agricola dell'area teramana nell'Alto Medioevo, in Atti del Convegno "I Rozzi e la storia dell'agricoltura medievale", Teramo, 1970
- Abruzzo dialettale, Pescara, Istituto di Studi Abruzzesi, 1973
- Abruzzo antico e nuovo, Pescara, Istituto di Studi Abruzzesi, 1973
- Le denominazioni dell'arcobaleno, relazione tenuta al X Convegno per gli Studi Dialettali Italiani, Firenze, 22-26 ottobre 1973
- La romanizzazione della Valle Peligna al tempo di Ovidio, relazione tenuta al Conventus Ovidianus di Bucarest, in Acta Conventus Omnium Gentium Ovidianis Studiis Fovendis, Bucarest, 1976
- La poesia dialettale abruzzese dell'ultimo trentennio (1945-1975), Pescara, Istituto di Studi Abruzzesi, 1976
- Dizionario Abruzzese e Molisano (DAM), vol. III (N-R), Roma, Edizioni dell'Ateneo, 1976
- Società marinaresca e società pastorale in Abruzzo, relazione tenuta al XIII Congresso dell'Atlante Linguistico Mediterraneo (Palermo, 1975), in "Bollettino dell'Atlante Linguistico Mediterraneo", nn. 16-17, Pisa, 1978
- Abruzzo e Molise: traccia per un profilo di storia culturale unitaria, Brescia, Circolo Abruzzese-Molisano, 1978
- Area culturale del Lazio meridionale: proposta per l'aggregazione al dominio abruzzese-molisano-pugliese settentrionale, in "Quaderni di Studi Sorani", Sora, Centro Studi "V. Patriarca", 1978
- Dizionario Abruzzese e Molisano (DAM), vol. IV (S-Z), Roma, edizioni dell'Ateneo, 1979
- Abruzzo, (vol. n. 13 della Collana "Profilo dei Dialetti Italiani" diretta da M. Cortelazzo Pisa, Pacini Editore, 1979
- I dialetti abruzzesi, Novara, Istituto Geografico De Agostini, 1979
- I dialetti molisani, Novara, Istituto Geografico De Agostini, 1979
- Vocabolario vastese, Vasto, Cannarsa Editore, 1980
- I nuovi compiti della dialettologia, relazione tenuta alla V Settimana di Studi Pugliesi, Siponto, 1980, in "Lingua e storia di Puglia", VIII, 1981
- Una traduzione dell' 'Eneide' in dialetto napoletano di fine Seicento, in Letterature comparate: problemi e metodo. Studi in onore di Ettore Paratore, Bologna, Pàtron Editore, 1981
- Rilettura di 'O falce di luna calante', ossia le forme naturali come vocalità, in Canto Novo nel centenario della pubblicazione, Atti del IV Convegno Internazionale di Studi Dannunziani, Pescara, 1983
- I nomi di persona e di santi nel lessico abruzzese, in Scritti in onore di G. B. Pellegrini, Pisa, Pacini, 1983
- Pagine bianche. Riletture e/o brevi saggi di critica linguistica, Roma, Edizioni dell'Ateneo, 1984
- Rilettura del 'Cantico delle Creature', in "Critica letteraria", n. 43, Napoli, Loffredo, 1984
- Introdacqua, Pescara, Italica, 1985
- Nuove pagine bianche. Riletture e/o brevi saggi di critica linguistica, Roma, edizioni dell'Ateneo, 1985
- Lessico Etimologico Abruzzese (LEA), Roma, Edizioni dell'Ateneo, 1985
- Terze pagine bianche. Riletture e/o brevi saggi di critica linguistica, Roma, Edizioni dell'Ateneo, 1986
- Precorso di Glottologia, Libreria dell'Università, Pescara, 1987
- Denominazioni abruzzesi del neoplasma, relazione tenuta al XXXIII Congresso Nazionale della Società Italiana di Storia della Medicina, Sulmona, 24-26 settembre 1987
- I Longobardi in Abruzzo, in Studi di Dialettologia Italiana in onore di M. Melillo, Bari, 1989
- Toponomastica Abruzzese e Molisana (TAM), Roma, Edizioni dell'Ateneo, 1990
- I prestiti greci nel lessico abruzzese, in Studi in memoria di M. Deanovic, pubblicazione del "Bollettino dell'Atlante Linguistico Mediterraneo" a cura della Fondazione "G. Cini", nn. 22-28 (1980-1986), Pisa, Giardini 1993
- Il dominio longobardo in Abruzzo, Roma, Gruppo Editoriale Internazionale, 1994
- I toponimi della costa abruzzese e molisana, in Sudi in memoria di C. Battisti, Università di Padova

## La fondazione "Ernesto Giammarco"
La Fondazione ha sede a Introdacqua, fino al 2019 è stata presieduta dal poeta e critico abruzzese Vito Moretti; la fondazione si occupa di valorizzare l'opera di Giammarco, di costituire un centro studi sulle tradizioni popolari e sul dialetto abruzzese,  possuedeuna biblioteca che conserva opere di abruzzesistica e scritti di Giammarco. 
Il sito della Fondazione fornisce anche una libera consultazione ai 4 volumi del DAM (Dizionario abruzzese molisano).